# Mary Leng
Pour les articles homonymes, voir Leng.
Mary Leng (née en 1950) est une philosophe britannique spécialisée en philosophie des mathématiques et en philosophie des sciences. Elle est professeure à l'université d'York.

## Carrière
Leng étudie en premier cycle au Balliol College de l'université d'Oxford puis en troisième cycle à l'université de Toronto. Elle travaille à l'Université de Cambridge de 2002 à 2006, puis à l'université de Liverpool de 2006 à 2011. 

## Travaux
En 2007, elle co-édite une collection intitulée Mathematical Knowledge avec Alexander Paseau et Michael Potter, publiée par Oxford University Press  et, en 2010, elle publie une monographie intitulée Mathematics and Reality, toujours avec Oxford University Press. Dans Mathématiques et réalité, Leng défend le fictionnalisme mathématique. Leng rejoint l'université d'York en 2012, où elle est désormais professeure .